# Barbara Taylor Bradford
Barbara Taylor Bradford (Leeds, 10 maggio 1933 – New York, 24 novembre 2024) è stata una scrittrice e giornalista britannica naturalizzata statunitense, il cui romanzo d'esordio, A Woman of Substance, fu pubblicato nel 1979 vendendo oltre 30 milioni di copie in tutto il mondo. Ha scritto in tutto 40 romanzi.

## Biografia
Nata Barbara Taylor il 10 maggio 1933 a Leeds, in Gran Bretagna, dopo una carriera nel giornalismo di moda esordì sulla scena letteraria anglosassone con Una vera donna, che divenne un bestseller internazionale e inaugurò la serie dedicata alla famiglia Harte. Si cimentò anche nella letteratura rosa e in quella rivolta all'infanzia. I suoi romanzi, tutti editi in Italia da Sperling & Kupfer, sono stati tradotti anche in altre quaranta lingue, pubblicati in più di novanta paesi, e hanno venduto oltre 88 milioni di copie nel mondo. Nel 1992 ottenne la cittadinanza statunitense. 
Morì dopo una breve malattia nella sua casa di New York il 24 novembre 2024 all'età di 91 anni.

## Vita privata
Visse a New York con il marito, il produttore cinematografico Robert E. Bradford. Nel 2019 rimase vedova.

## Opere

### Romanzi
- 1983 - Voice of the Heart, Doubleday, - La voce del cuore, Sperling & Kupfer 1984
- 1986 - Act of Will, Doubleday, - I nodi del destino, Sperling & Kupfer 1988
- 1990 - The Women in His Life, Random House, - Le donne della sua vita, Sperling & Kupfer 1991
- 1991 - Remember, Random House, - Ricorda, Sperling & Kupfer 1993
- 1993 - Angel, Random House, - Come un angelo, Sperling & Kupfer 1994
- 1994 - Everything to Gain, Harper Collins, - Le maree del destino, Sperling & Kupfer 1996
- 1995 - Dangerous to Know, Harper Collins, - Un segreto è per sempre, Sperling & Kupfer 1997
- 1995 - Love in Another Town, Harper Collins, - Amore lontano, Sperling & Kupfer 2002
- 1996 - Her Own Rules, Harper Collins, - Un sogno tutto nuovo, Sperling & Kupfer 1998
- 1996 - A Secret Affair, Harper Collins, - L'uomo giusto, Sperling & Kupfer 2000
- 1997 - Power of a Woman, Harper Collins, - Il potere di una donna, Sperling & Kupfer 1999
- 1999 - A Sudden Change of Heart, Doubleday, - Gli imprevisti del cuore, Sperling & Kupfer 2001
- 2000 - Where You Belong, Doubleday, Un posto per me nel tuo cuore, Sperling & Kupfer 2002
- 2001 - The Triumph of Katie Byrne, Doubleday, - Una stella splende a Broadway, Sperling & Kupfer 2003
- 2002 - Three Weeks in Paris, Doubleday, - Appuntamento a Parigi, Sperling & Kupfer 2004
- 2010 - Playing the Game, St. Martin's Press, - L'amore non è un gioco, Sperling & Kupfer 2011
- 2012 - Letter From a Stranger, St. Martin's Press, - Lettera da una sconosciuta, Sperling & Kupfer 2012
- 2013 - Secrets From the Past, St. Martin's Press, - I segreti del passato, Sperling & Kupfer 2013
- 2013 - Hidden, (ebook)
- 2014 - Treacherous, (ebook)
- 2016 - Who Are You?, CB Creative Books, (ebook)

#### SerieFamiglia Harte
1. 1979 - A Woman of Substance, Doubleday, - Emma Una vera donna, Sperling & Kupfer 1981
2. 1985 - Hold the dream, Doubleday, - Emma L'eredità di un sogno, Sperling & Kupfer 1986
3. 1988 - To be the best, Doubleday, - Emma Sempre di più, Sperling & Kupfer 1989
4. 2004 - Emma's Secret, St. Martin's Press, - Il segreto di Emma, Sperling & Kupfer 2005
5. 2005 - Unexpected Blessings, St. Martin's Press, - Una promessa dal passato, Sperling & Kupfer 2006
6. 2006 - Just Rewards, St. Martin's Press
7. 2009 - Breaking the Rules, St. Martin's Press, -Una donna contro, Sperling & Kupfer 2011

#### SerieLa dinastia di Ravenscar
1. 2006 - The Ravenscar Dynasty, St. Martin's Press, - Passioni e tradimenti, Sperling & Kupfer 2007
2. 2007 - Heirs of Ravenscar, St. Martin's Press, - L'eredità, Sperling & Kupfer 2008
3. 2008 - Being Elizabeth, St. Martin's Press, - L'amore non può attendere, Sperling & Kupfer 2009

#### SerieLe cronache di Cavendon
1. 2014 - Cavendon Hall, St. Martin's Press, - I segreti di Cavendon Hall, Sperling & Kupfer 2014
2. 2015 - The Cavendon Women, St. Martin's Press, - L'eredità di Cavendon, Sperling & Kupfer 2015
3. 2016 - The Cavendon Luck, St. Martin's Press, - La villa dei due destini, Sperling & Kupfer 2016
4. 2017 - Secrets Of Cavendon, St. Martin's Press, - Le ragazze di Cavendon Hall, Sperling & Kupfer 2018

#### Serie la Saga dei Falconer
- 2020 - Master of His Fate, St. Martin's Press., Il mercante di Londra
- 2020 - Un segreto a Piccadilly

### Saggistica
- A Garland of Children's Verse (1960)
- The Dictionary of 1001 Famous People: Outstanding Personages In the World of Science, the Arts, Music and Literature (with Samuel Nisenson, 1966)
- Etiquette to Please Him (How to be the Perfect Wife Series) (1969)
- Bradford's Living Romantically Every Day (2002)
- The Complete Encyclopedia of Homemaking Ideas (1968)
- Easy Steps to Successful Decorating (Illustrated) (1971)
- How to Solve Your Decorating Problems (1976)
- Making Space Grow (1979)
- Luxury Designs for Apartment Living (1983)

### Libri per ragazzi
- Children's Stories of Jesus from the New Testament (1966)
- Children's Stories of the Bible from the Old Testament (1966)
- Children's Stories of the Bible from the Old and New Testaments (1968)